# Margot Overath
Margot Overath (* 1947 in Krefeld) ist eine deutsche Feature-Autorin.

## Werdegang
Overath studierte Sozialwissenschaften und arbeitet seit 1980 beim Hörfunk, seit 1984 als Feature-Autorin.

## Auszeichnungen und Preise
Sie wurde 1997 mit dem Civis-Medienpreis ausgezeichnet für Abgeschoben (RB) sowie Auf der Flucht. Wie der junge Koudjo aus Togo doch noch in Deutschland Asyl bekam (DLR-B/RB). Für Auf der Flucht erhielt sie 1998 auch einen Preis der Internationalen Journalisten-Föderation. Des Weiteren ist Margot Overath die Preisträgerin des Feature-Preis Bremer Hörkino für ihren Beitrag Verbrannt in Polizeizelle Nr. 5 – Der Tod des Asylbewerbers Oury Jalloh in Dessau. Für den gleichen Beitrag erhielt sie 2011 den Hörfunkpreis des Robert-Geisendörfer-Preises, den Regino-Preis für hervorragende Justizberichterstattung und den Marler Medienpreis Menschenrechte. Für Oury Jalloh – Die widersprüchlichen Wahrheiten eines Todesfalls (MDR/WDR/NDR 2014) wurde sie mit dem civis-Ehrenpreis 2015 ausgezeichnet. Diese Sendung wurde außerdem ausgezeichnet mit dem Feature-Preis des Bremer Hörkinos und dem dokKa-Preis 2015 sowie in der Kategorie Radio Current Affairs für den Prix Europa 2015 nominiert. 2016 wurde Margot Overath für ihr Lebenswerk mit dem Axel-Eggebrecht-Preis ausgezeichnet.

## Werke
- In meiner Fantasie konnte ich fliegen. Die Entführung des Komponisten Isang Yun im Kalten Krieg 1967. Feature. Regie: Beate Rosch. Prod.: SFB, 1997.
- Die Schlafkur. Protokoll eines Psychiatrie-Irrtums nach Dokumenten und Originalton-Zeugnissen. Feature. Regie: Wolfgang Bauernfeind. Prod.: SFB-ORB/NDR/WDR, 1999. (Nominierung zum Prix Europa).
- Verbrannt in Polizeizelle Nummer 5. Der Tod des Asylbewerbers Oury Jalloh in Dessau, MDR/DLF/NDR 2010.
- „Ich kann das nicht einen Tag vergessen.“ Das neue Leben des Mouctar Bah, DLF 2011.
- Oury Jalloh – Die widersprüchlichen Wahrheiten eines Todesfalles, Feature – Regie: Nikolai von Koslowski, Prod.: MDR, NDR WDR 2014.[3]
- WDR5 Podcast: Oury Jalloh und die Toten des Polizeireviers Dessau